# Pronation
 (septembre 2015).
Si vous disposez d'ouvrages ou d'articles de référence ou si vous connaissez des sites web de qualité traitant du thème abordé ici, merci de compléter l'article en donnant les références utiles à sa vérifiabilité et en les liant à la section « Notes et références ».

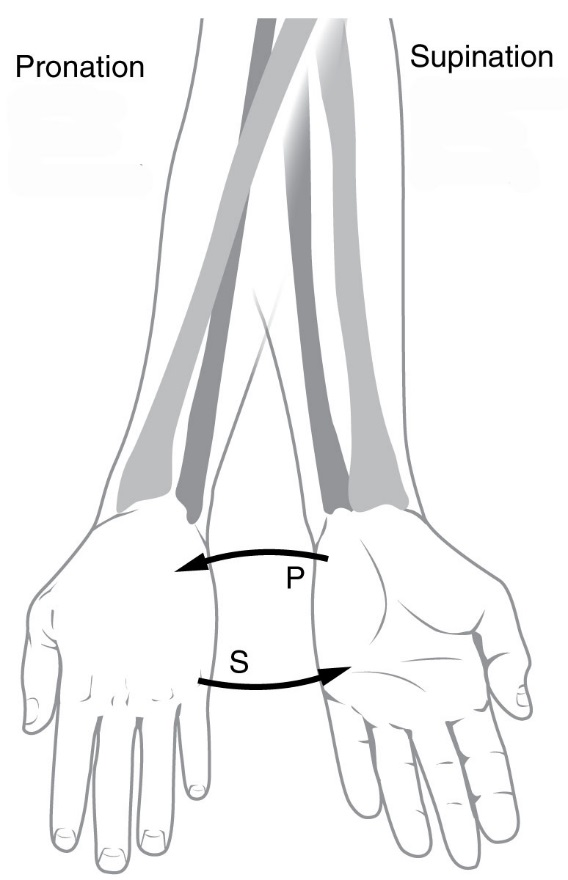
La pronation traduit une évolution du membre chiridien des vertébrés terrestres : le passage d'un membre transversal ancestral à un membre parasagittal implique le pivotement vers l'avant de l'autopode (la main), et vers l'arrière du stylopode (visible au niveau du coude dirigé dans le même sens) et une torsion sur lui-même, d'où le croisement des os du zeugopode (avant-bras) en position de pronation.

Le membre supérieur est en pronation lorsque les paumes sont tournées vers l'arrière ou vers le sol et le radius se trouve alors devant l'ulna. La position de référence en anatomie n'est pas cette position de l'avant-bras mais la supination qui correspond aux paumes tournées vers l'avant, le radius étant alors en position latérale et l'ulna en position médiale.
Le terme est parfois associé au mouvement du pied.

## Pathologie
La pronation douloureuse des enfants est une douleur du bras avec paresthésie, survenant lors de la traction brusque sur le bras. L'exemple type en est le jeune enfant que l'on retient par la main lors d'un danger.
Le phénomène de la pronation décrit par Joseph Babinski fait que, lors d'une hémiplégie flasque, la main du côté atteint, placée en supination, se remet spontanément en pronation.

## Représentations

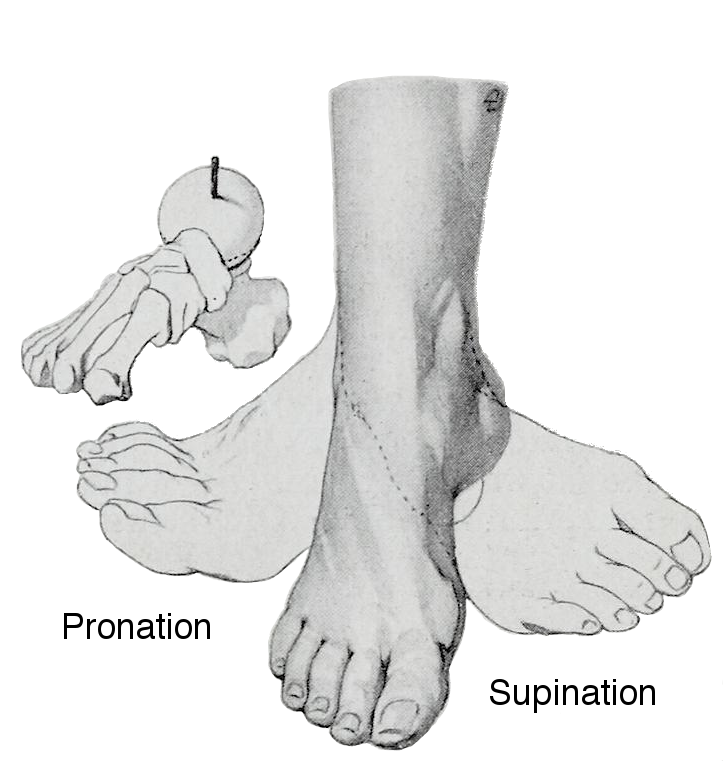
Gauche pronation, (milieu), droite supination.
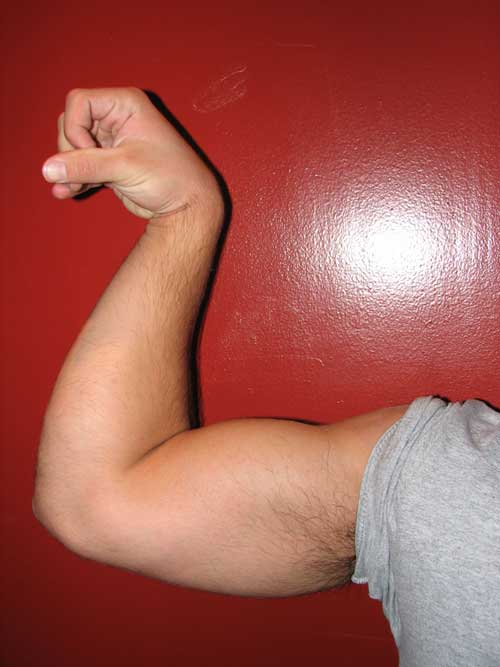
Coude fléchi à 90°, avant-bras en pronation (manœuvre pratiquée lors de l'examen clinique du test de Cozen (en)).

## Dans la culture

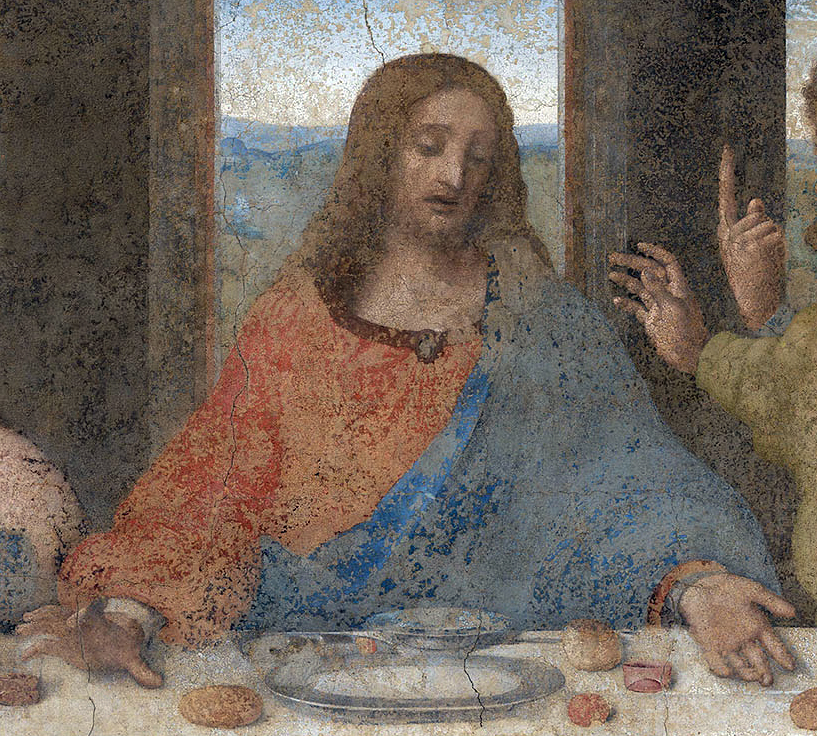
Jésus, détail de La Cène (Léonard de Vinci). Église Santa Maria delle Grazie, Milan (Italie).

Dans La Cène de Léonard de Vinci, le bras gauche de Jésus est en supination, et le droit en pronation.